# Oude gemeentehuis van Gieten

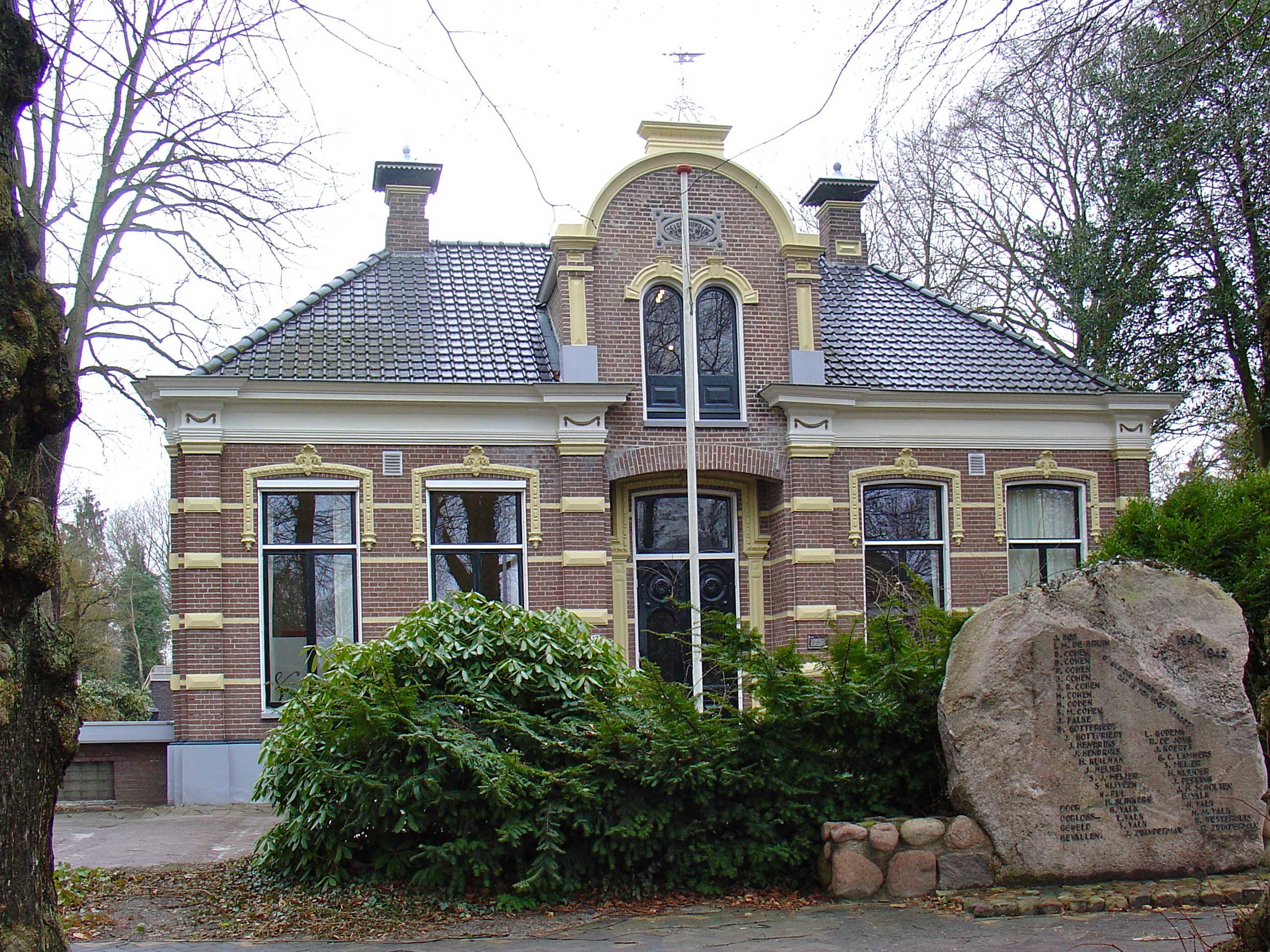
Het voormalige gemeentehuis aan de Brink van Gieten

Het oude gemeentehuis van Gieten is een rijksmonument op de Brink te Gieten.

## Geschiedenis
Het oude gemeentehuis van Gieten werd gebouwd in 1896. Tot die tijd hield de burgemeester kantoor aan huis en werd er vergaderd in de plaatselijke herbergen Braams en Ottens. Rond 1896 ontstond er een discussie over de vestigingsplaats van het nieuw te bouwen gemeentehuis. De bewoners van Gieterveen en Bonnerveen zagen het nieuwe gemeentehuis graag in het veengedeelte van de gemeente verrijzen. De inwoners van de zanddorpen Gieten, Bonnen en de Veenhof kozen voor Gieten als locatie van het nieuwe gemeentehuis. Ondanks het feit dat er in het veengedeelte meer mensen woonden dan in het zandgedeelte, ondanks de financiële steun vanuit de bewoners van dit deel van de gemeente en ondanks de beschikbaarheid van een gratis bouwkavel koos de gemeenteraad van Gieten voor een nieuw gemeentehuis aan de Brink van Gieten. De kosten voor het nieuwe gemeentehuis bedroegen ƒ 6.236. Het gemeentehuis werd gebouwd in een eclectische stijl.
In 1920 vond er een uitbreiding plaats. In de jaren zeventig van de 20e eeuw werd een nieuw gemeentehuis aan de overzijde van de Brink, in een verbouwde villa van de ondernemer Udema, in gebruik genomen. Enkele gemeentelijke diensten bleven aanvankelijk gebruikmaken van het oude pand. In 1976 werd het voormalige gemeentehuis verkocht aan de Stichting Maatschappelijke Dienstverlening Hondsrug Noord. Nadat deze organisatie door fusie opging in Thuiszorg Drenthe (later Icare) werd het gebouw afgestoten. Het is thans een verzamelgebouw voor diverse bedrijven.